# Millersville (Tennessee)
Millersville – miasto w Stanach Zjednoczonych, w stanie Tennessee, w hrabstwie Sumner.